# Liberty Liberty!
Liberty Liberty! (jap. リバティ☆リバティ! Ribatei Ribatei!) – jednotomowa manga shōnen-ai autorstwa Hinako Takanagi, wydana w 2005 roku w Japonii, licencjonowana w Ameryce Północnej oraz Niemczech.
W Polsce wydana przez wydawnictwo Studio JG.

## Opis fabuły
Itaru Yaichi uciekając przed problemami przenosi się z Tokio do Osaki. Pierwszy dzień w nowym miejscu nie należy jednak do udanych: pijany i bez pieniędzy budzi się na śmietniku w ciemnym zaułku. Orientuje się przy tym, że jest filmowany przez Koukiego Kuwamarę, kamerzystę lokalnej telewizji, który nie szczędzi mu złośliwych komentarzy. Będąc w niezbyt dobrym stanie Itaru nie panuje nad swoimi ruchami i przypadkiem niszczy kamerę Koukiego tracąc przy tym przytomność.
W ten sposób zaczyna się ich specyficzna znajomość, która wkrótce przeradza się w przyjaźń. W pewnym momencie jednak Itaru zaczyna pragnąć czegoś więcej...